# Mosquitérica
La Mosquitérica (en portugués: Mosquitoeira) es un objeto creado en Brasil como una trampa para mosquitos, utilizada por los equipos de lucha contra el dengue.
Fue creada y patentada con el nombre de mosquitoeira por Antonio C. Hermano Gonçalves Pereira y César M. Jambo. Por no obtener atractivo comercial, surgió una versión alternativa, con el uso de botellas de plástico, y fue desarrollada por el equipo del profesor Maulori Cabral, de la Universidad Federal de Río de Janeiro, y bautizada con el nombre de mosquitérica, para diferenciarla del diseño anterior.  Es una herramienta fácil y barata, para la lucha contra la propagación de la enfermedad.

## Estructura
El mosquitérica se compone de un cilindro de corte en medio, donde la parte del cuello se gira al revés dentro de la otra (generalmente usada una botella PET, la cual se corta donde inicia la curvatura superior). La botella se deja con agua a unos pocos centímetros sobre el cuello. El cuello se sella con un tejido delgado, de modo que los huevecillos pueden pasar hacia abajo. Sin embargo, cuando las larvas se desarrollan, ya no podrán pasar y quedarán atrapadas. En la parte inferior de la botella se puede poner un poco de comida, como arroz, alpiste, alimento, etc., los cuales deben triturarse, debido a que en estos alimentos aparecen bacterias, que serán presas de las larvas. así, las larvas crecerán y quedarán atrapadas, como se informó anteriormente, desarrollándose hasta formar el mosquito, el cual al no poder acceder a la superficie morirá ahogado. Es una novedad en Hispanoamérica, no así en Brasil, pues se emplea este método desde 2007.

## ¿Cómo diseñar una mosquitérica?
La mosquitérica se puede realizar con material reciclado, a continuación se presenta un listado del material, el cual se puede obtener fácilmente; así como el proceso de construcción que es sumamente sencillo:

### Materiales
- Una botella de plástico pet de 2 litros.
- Tijeras
- Una lija para madera # 180
- Un rollo de cinta aislante
- Una pieza de tul o gasa para sellar la boquilla (cuello)
- Un poco de arroz o alpiste
- 250 ml de agua no clorada

### Procedimiento
- Hay que cortar el cilindro en dos partes, de modo que la porción de la boca quede en forma contraria, formando un embudo.
- Debe retirarse el tapón de la botella.
- Asimismo, se debe retirar con cuidado el anillo de precinto y almacenarlo, también se utilizará en la mosquitérica;
- Hay que colocar la tela en el cuello y asegurarlo con el anillo. Hay que tener en cuenta que debe existir un tejido muy fino, de modo que las larvas no puedan pasar;
- Se debe lijar bien dentro del "embudo". Esto servirá para aumentar el área de evaporación, y será más fácil para el mosquito localizar la trampa;
- Hay que colocar en la parte inferior de la botella la comida que se eligió.
- puede ser granos de alpiste o tres granos de arroz, pero siempre triturados.
- Ahora, se inserta la porción de cuello hacia abajo sobre la parte inferior de la botella;
- Se usa cinta adhesiva para asegurar las dos partes, sobre el lado exterior;
- Se pone el agua sin cloro en la mosquitérica a pocos centímetros por encima del cuello. Si no dispone de agua sin cloro, se usa agua de tomar del grifo y se deja que repose durante dos días.

## Empleo en el combate al dengue
La mosquitérica de colocarse en lugares estratégicos, de preferencia en un lugar fresco y sombreado. Si el agua se evapora demasiado, hay que mantener el nivel. Para determinar si las larvas son de Aedes aegypti, se utiliza una linterna. Si las larvas intentan huir, o si se demuestra un fotatactismo negativo, son las larvas del mosquito del virus del dengue. Para matar las larvas, sólo tiene que depositarse el contenido en el suelo preferentemente seco al principio del desarrollo de las larvas. La mosquitérica se vuelve a reutilizar, cada vez se irán atrapando menos huevecillos, lo cual indica que irá disminuyendo la población de mosquitos hasta su extinción en el área tratada con la mosquitérica. El período de observación es de al menos quince a veinte días para no saturar el espacio, pero, puede ampliarse a unos cuarenta y cinco días, dependiendo del área y la propagación de los mosquitos.